# 馬里亞塔納區
12°14′14″S 76°19′33″W / 12.2372°S 76.3258°W
馬里亞塔納區（西班牙語：Distrito de Mariatana）是秘魯的一個區，位於該國中南部利馬大區的瓦羅奇里省，始建於1954年10月11日，面積168.6平方公里，海拔高度3,534米，2005年人口1,606，人口密度每平方公里9.5人。